# Berlínská státní knihovna
Berlínská státní knihovna (německy: Staatsbibliothek zu Berlin) je univerzální knihovna v Berlíně v Německu. Někdy je nazývána lidově "Stabi". Je majetkem Nadace pruského kulturního dědictví. Byla založena v roce 1661 braniborským kurfiřtem Fridrichem Vilémem I. jakožto Churfürstliche Bibliothek zu Cölln an der Spree. Sídlí v novobarokní budově na ulici Unter den Linden navržené architektem Ernstem von Ihne, druhé sídlo má na Potsdamer Straße, v budově navržené Hansem Scharounem (dvě ústředí jsou důsledkem rozdělení knihovny v časech rozdělení Německa na východní a západní).
Je jednou z největších knihoven v Evropě a jednou z nejvýznamnějších akademických výzkumných knihoven v německy mluvícím světě. Shromažďuje texty a média ze všech oborů, ve všech jazycích, ze všech časových období a ze všech zemí světa, která jsou zajímavá pro akademické a výzkumné účely. Mezi slavné položky v jejích fondech patří nejstarší biblické ilustrace ve fragmentu Vetus Latina z 5. století, Gutenbergova bible, největší hebrejská Bible, největší pergamenový svitek Tóry na světě nebo největší světová sbírka rukopisných partitur Johanna Sebastiana Bacha a Wolfganga Amadea Mozarta. Ve sbírkách se nachází také originální partitura Symfonie č. 9 Ludwiga van Beethovena, která byla zapsána na seznam Paměť světa UNESCO. Knihovna schraňuje 25 milionů položek. Z toho je 11 milionů knih, 4442 prvotisků, 460 000 partitur, 1,1 milionu map, atlasů a glóbů (včetně největšího vázaného atlasu na světě). Z pozůstalostí vlastní například tu rodiny Mendelssohnů. Je jednou ze šesti knihoven tvořících Arbeitsgemeinschaft Sammlung Deutscher Drucke, v rámci níž plní funkci národní knihovny pro léta 1871–1912 u knih, 1801–1912 u map a novin a 1801–1945 u hudebních partitur. Je jednou z dvanácti institucí s významnými fondy historických dokumentů, které tvoří Allianz Schriftliches Kulturgut Erhalten, jež si klade za cíl zpřístupnit dokumenty v digitalizované podobě, aby se zabránilo jejich znehodnocování používáním. Berlínská státní knihovna nabízí veřejnosti zejména digitalizované noviny prostřednictvím svého systému ZEFYS, který poskytuje celkem 281 990 čísel 192 historických novin z Německa a zahraničních novin v němčině.